# Sega Superstars Tennis
Sega Superstars Tennis – gra komputerowa traktująca o tenisie, wydana przez Segę w I kwartale 2008 roku.